# Cà de' Zecchi
Ca' de Zecchi è una cascina nel comune lombardo di Tavazzano con Villavesco. Costituì un comune autonomo fino al 1879.

## Storia
In passato Ca' de Zecchi costituiva un comune autonomo comprendente anche le cascine Cà Cesarea, Zelasca e Cà Nova.
In età napoleonica (1809-16) il comune di Ca' de Zecchi fu aggregato a quello di Lodi Vecchio, recuperando l'autonomia con la costituzione del Regno Lombardo-Veneto.
All'Unità d'Italia (1861) il comune contava 348 abitanti. Nel 1879 fu aggregato al comune di Villavesco, denominato dal 1963 Tavazzano con Villavesco.